# Округ Батлер (Охајо)
Округ Батлер (енгл. Butler County) је округ у америчкој савезној држави Охајо.

## Демографија
По попису из 2010. године број становника је 368.130, што је 35.323 (10,6%) становника више него 2000. године.
| Група             | 2000.           | 2010.           |
| Белци             | 301.078 (90,5%) | 310.183 (84,3%) |
| Афроамериканци    | 17.531 (5,3%)   | 26.972 (7,3%)   |
| Азијати           | 5.147 (1,5%)    | 8.811 (2,4%)    |
| Хиспаноамериканци | 4.771 (1,4%)    | 14.670 (4,0%)   |
| Укупно            | 332.807         | 368.130         |